# ميليسا سينولسون
ميليسا سينولسون من مواليد 24 سبتمبر 1996 ممثلة تركية . وهي تعمل منذ عام 2015. 